# Gmina Älvsbyn
Gmina Älvsbyn (szw. Älvsbyns kommun) – gmina w Szwecji, w regionie Norrbotten, siedzibą jej władz jest Älvsbyn.
Pod względem zaludnienia Älvsbyn jest 236. gminą w Szwecji. Zamieszkuje ją 8775 osób, z czego 49,3% to kobiety (4326) i 50,7% to mężczyźni (4449). W gminie zameldowanych jest 184 cudzoziemców. Na każdy kilometr kwadratowy przypada 5,12 mieszkańca. Pod względem wielkości gmina zajmuje 52. miejsce.